# 南维拉诺瓦
南维拉诺瓦是巴西南大河州的一个市镇。总面积523.935平方公里，总人口4255人，人口密度8.1人/平方公里。